# Carson (Band)
Carson ist eine dreiköpfige Stoner- und Psychedelic-Rockband mit Wohnsitz in Luzern, Schweiz.

## Geschichte
Die Band Carson wurde im Jahr 2010 vom Gitarristen und Sänger Kieran Mortimer-Jones in Auckland, Neuseeland gegründet. 2011 veröffentlichte die Gruppe eine EP, von welcher die Songs „Conversational“ und „Dues“ in den nationalen Radiostationen gespielt wurden.
Kieran Mortimer-Jones zog aber schon bald in die Schweiz und seit dem Jahr 2012 existiert die Band nun in neuer Besetzung in der Schweizer Musikszene; mit Jan Kurmann am Schlagzeug und Elina Willener am Bass. Bereits ein halbes Jahr nach der Bandneugründung veröffentlichte das Trio eine weitere EP. Der Sound dieser CD war der erste Schritt hin zu dem, wofür die Band Carson steht; eine eigenständige Kombination von massiven, druckvollen Klängen und ruhigen, melancholischen Zwischenpassagen. Die Mischung aus verzerrter Gitarre, treibenden Drumrhythmen, groovigem Bass und prägnanten Gesangsmelodien fand nicht nur beim Konzertpublikum Anklang. Die Tracks „I Guess“, „Come“ und „Chlorine Boogie“ wurden bei den Radiostationen SRF Virus, Radio 3fach und Couleur 3 gespielt und der Song „I Guess“ wurde von den Experten am m4music unter die Top 3 der Demotape Clinic 2013 (Sparte Rock) gewählt.
Ein paar Monate nach der EP-Veröffentlichung wurde das erste offizielle Musikvideo zu dem Song „I Guess“ publiziert, welches in Schweizer Musik Fernsehstationen gezeigt wurde.
Im Jahr 2013 spielte die Band Carson mehrere Shows in der ganzen Schweiz, als Headliner oder auch als Supportact von bekannteren Bands, und bildete sich so einen Ruf in der Schweizer Stoner-Rock-Szene.
Die Europatour (Deutschland, Österreich, Tschechien, Slowenien, Kroatien und Italien) im Herbst 2014, bei welcher Carson als Support der amerikanischen Band Karma to Burn unterwegs war, half dem Trio seinen Sound und seine Liveshows zu perfektionieren.
In den folgenden zwei Jahren war die Band an renommierten Festivals in der Schweiz («Up in Smoke», «Anyone can play guitar», «Openair am Bielersee») und im Ausland («Stonerhead») zu sehen, machte eine kurze Italientour und arbeitete an neuem Songmaterial.
Eine Demoaufnahme des Songs «Pissing in the wind» wurde an die Demotape Clinic vom m4music 2016 geschickt und unter die Top 15 der Sparte Rock gewählt.
Im Jahr 2017 musste Kieran aus familiären Gründen wieder zurück nach Neuseeland. Das Trio wollte noch vor der Pause die neu geschriebenen Songs aufnehmen und veröffentlichte Anfang 2017 kurz nacheinander ein Album «Drown the Witness» und eine EP «Three Point Split».
Im August 2020 veröffentlichte die Band ein paar Konzertdaten in der Schweiz und bestätigte, dass sie wieder vereint weitermachen würden. Nach einem durch COVID-19 bedingten konzertarmen Herbst und Winter, gab die Band im Januar 2021 bei einer Live-Session die Veröffentlichung eines neuen Albums bekannt.

## Diskografie
Alben
- 2017: Drown the Witness (Redhouse Records Studio, produziert von Carson)
- 2022: The Wilful Pursuit Of Ignorance (Sixteentimes Music, SIXT069)[3][4]

EPs
- 2012: Carson (Redhouse Records Studio, produziert von Carson)
- 2017: Three Point Split (Redhouse Records Studio, produziert von Carson)